# Campeonato Turco de Voleibol Feminino de 2020–21
A Liga Turca de Voleibol Feminino de 2020-21 - Série A foi a 37ª edição desta competição organizada pela Federação Turca de Voleibol (FTV), por questões de patrocinadores chamada de "Vestel Venus Sultanlar Ligi". Participaram do torneio dezesseis equipes provenientes de cinco regiões turcas, ou seja, de Istambul (província), Bursa (província), Ancara (província), Aidim (província); competição iniciada em 11 de setembro de 2020.

## Equipes participantes
| Equipe                  | Cidade    | Última participação | Temporada 2019/2020 |
| ----------------------- | --------- | ------------------- | ------------------- |
| VakıfBank               | Istambul  | 2019-20             | 1º(Fase Regular)    |
| Eczacıbaşı Dynavit      | Istambul  | 2019-20             | 2º(Fase Regular)    |
| Fenerbahçe Opet         | Istambul  | 2019-20             | 3º(Fase Regular)    |
| Galatasaray HDI Sigorta | Istambul  | 2019-20             | 4º(Fase Regular)    |
| Yeşilyurt               | Istambul  | 2019-20             | 5º(Fase Regular)    |
| Türk Hava Yolları       | Istambul  | 2019-20             | 6º(Fase Regular)    |
| Aydın B.Şehir Bld.      | Ankara    | 2019-20             | 7º(Fase Regular)    |
| Nilüfer Bld.            | Bursa     | 2019-20             | 8º(Fase Regular)    |
| PTT                     | Ankara    | 2019-20             | 9º(Fase Regular)    |
| Karayolları             | Ankara    | 2019-20             | 10º(Fase Regular)   |
| Beşiktaş                | Istambul  | 2019-20             | 11º(Fase Regular)   |
| Beylikdüzü              | Istambul  | 2019-20             | 12º(Fase Regular)   |
| Sarıyer Bld.            | Istambul  | A2 2019-20          | -                   |
| İlbank                  | Ankara    | A2 2019-20          | -                   |
| Kuzeyboru               | Aksaray   | A2 2019-20          | -                   |
| Çan Gençlik Kale Spor   | Çanakkale | A2 2019-20          | -                   |

## Fase classificatória (Temporada Regular)

### Classificação
- Vitória por 3 sets a 0 ou 3 a 1: 3 pontos para o vencedor;
- Vitória por 3 sets a 2: 2 pontos para o vencedor e 1 ponto para o perdedor.
- Não comparecimento, a equipe perde 2 pontos.
- Em caso de igualdade por pontos, os seguintes critérios servem como desempate: número de vitórias, média de sets e média de pontos.

|  |                                                       |
|  | Equipes classificadas para às quartas-de-final.       |
|  | Equipes que disputarão a permanência ou rebaixamento. |

|     |                         |     | Jogos | Jogos | Jogos | Resultados | Resultados | Resultados | Resultados | Resultados | Resultados | Sets | Sets | Sets   | Pontos | Pontos | Pontos |
| Pos | Equipe                  | Pts | T     | V     | D     | 3–0        | 3–1        | 3–2        | 2–3        | 1–3        | 0–3        | V    | P    | R      | V      | P      | R      |
| --- | ----------------------- | --- | ----- | ----- | ----- | ---------- | ---------- | ---------- | ---------- | ---------- | ---------- | ---- | ---- | ------ | ------ | ------ | ------ |
| 1   | VakıfBank               | 87  | 30    | 29    | 1     | 25         | 3          | 1          | 1          | 0          | 0          | 89   | 8    | 11.125 | 2384   | 1714   | 1.391  |
| 2   | Fenerbahçe              | 80  | 30    | 27    | 3     | 19         | 6          | 2          | 1          | 0          | 2          | 83   | 19   | 4.368  | 2460   | 1920   | 1.281  |
| 3   | Eczacıbaşı Dynavit      | 73  | 30    | 24    | 6     | 16         | 5          | 3          | 4          | 1          | 1          | 81   | 29   | 2.793  | 2568   | 2094   | 1.226  |
| 4   | Türk Hava Yolları       | 66  | 30    | 23    | 7     | 12         | 7          | 4          | 1          | 1          | 5          | 72   | 36   | 2,000  | 2466   | 2095   | 1.177  |
| 5   | Nilüfer Bld.            | 62  | 30    | 21    | 9     | 11         | 6          | 4          | 3          | 1          | 5          | 70   | 41   | 1.707  | 2492   | 2249   | 1.108  |
| 6   | Galatasaray HDI Sigorta | 52  | 30    | 18    | 12    | 8          | 5          | 5          | 3          | 3          | 6          | 63   | 51   | 1.235  | 2561   | 2365   | 1.083  |
| 7   | Aydın B.Şehir Bld.      | 50  | 30    | 18    | 12    | 8          | 5          | 5          | 1          | 8          | 3          | 64   | 51   | 1.255  | 2562   | 2474   | 1.036  |
| 8   | Yeşilyurt               | 51  | 30    | 15    | 15    | 7          | 7          | 1          | 7          | 1          | 7          | 60   | 54   | 1.111  | 2472   | 2387   | 1.036  |
| 9   | PTT                     | 45  | 30    | 15    | 15    | 6          | 6          | 3          | 3          | 4          | 8          | 55   | 57   | 0.965  | 2421   | 2441   | 0.992  |
| 10  | Karayolları             | 37  | 30    | 12    | 18    | 6          | 4          | 2          | 3          | 7          | 8          | 49   | 62   | 0.790  | 2306   | 2455   | 0.939  |
| 11  | Kuzeyboru               | 34  | 30    | 11    | 19    | 4          | 4          | 3          | 4          | 8          | 7          | 49   | 67   | 0.731  | 2380   | 2519   | 0.945  |
| 12  | Sarıyer Bld.            | 34  | 30    | 11    | 19    | 7          | 3          | 1          | 2          | 5          | 12         | 42   | 62   | 0.677  | 2154   | 2290   | 0.941  |
| 13  | Çan Gençlik Kale Spor   | 23  | 30    | 7     | 23    | 5          | 1          | 1          | 3          | 9          | 11         | 36   | 72   | 0.500  | 2236   | 2455   | 0.911  |
| 14  | İlbank                  | 20  | 30    | 7     | 23    | 4          | 2          | 1          | 0          | 10         | 13         | 31   | 73   | 0.425  | 2151   | 2403   | 0.895  |
| 15  | Beşiktaş                | 6   | 30    | 2     | 28    | 2          | 0          | 0          | 0          | 6          | 22         | 12   | 84   | 0.143  | 1636   | 2324   | 0.704  |
| 16  | Beylikdüzü              | 0   | 30    | 0     | 30    | 0          | 0          | 0          | 0          | 0          | 30         | 0    | 90   | 0,000  | 1186   | 2250   | 0.527  |

## Playoffs
|  | Quartas-de-final            | Quartas-de-final            | Quartas-de-final            | Quartas-de-final            | Quartas-de-final            |           |                    | Semifinais                        | Semifinais                        | Semifinais                        | Semifinais                        | Semifinais                        |                             |                             | Final                       | Final                       | Final                       | Final                       | Final                       |                             |                             |
|  | 20 de março a abril de 2021 | 20 de março a abril de 2021 | 20 de março a abril de 2021 | 20 de março a abril de 2021 | 20 de março a abril de 2021 |           |                    | 31 de março a 11 de abril de 2021 | 31 de março a 11 de abril de 2021 | 31 de março a 11 de abril de 2021 | 31 de março a 11 de abril de 2021 | 31 de março a 11 de abril de 2021 |                             |                             | 10 a 16 de abril de 2021    | 10 a 16 de abril de 2021    | 10 a 16 de abril de 2021    | 10 a 16 de abril de 2021    | 10 a 16 de abril de 2021    |                             |                             |
|  |                             |                             |                             |                             |                             |           |                    |                                   |                                   |                                   |                                   |                                   |                             |                             |                             |                             |                             |                             |                             |                             |                             |
|  | 1º                          | VakıfBank                   |                             |                             | -                           |           |                    |                                   |                                   |                                   |                                   |                                   |                             |                             |                             |                             |                             |                             |                             |                             |                             |
|  | 8º                          | Yeşilyurt                   |                             |                             | -                           |           |                    |                                   |                                   |                                   |                                   |                                   |                             |                             |                             |                             |                             |                             |                             |                             |                             |
|  | 8º                          | Yeşilyurt                   |                             | 1º                          | -                           | VakıfBank | 3                  | 3                                 | -                                 |                                   |                                   |                                   |                             |                             |                             |                             |                             |                             |                             |                             |                             |
|  |                             |                             |                             |                             |                             | VakıfBank | 3                  | 3                                 | -                                 |                                   |                                   |                                   |                             |                             |                             |                             |                             |                             |                             |                             |                             |
|  |                             | 4º                          | Türk Hava Yolları           | 0                           | 0                           | -         |                    |                                   |                                   |                                   |                                   |                                   |                             |                             |                             |                             |                             |                             |                             |                             |                             |
|  | 4º                          | 4º                          | Türk Hava Yolları           | 0                           | 0                           | -         | Türk Hava Yolları  |                                   |                                   |                                   |                                   |                                   |                             |                             |                             |                             |                             |                             |                             |                             |                             |
|  | 4º                          |                             |                             |                             |                             |           | Türk Hava Yolları  |                                   |                                   |                                   |                                   |                                   |                             |                             |                             |                             |                             |                             |                             |                             |                             |
|  | 5º                          | Nilüfer Bld.                |                             |                             |                             |           |                    |                                   |                                   |                                   |                                   |                                   |                             |                             |                             |                             |                             |                             |                             |                             |                             |
|  |                             |                             |                             |                             |                             |           |                    |                                   |                                   |                                   |                                   |                                   |                             |                             | 1º                          | VakıfBank                   | 3                           | 3                           | 3                           | -                           | -                           |
|  |                             |                             | 2º                          | Fenerbahçe Opet             | 2                           | 0         | 0                  | -                                 | -                                 |                                   |                                   |                                   |                             |                             |                             |                             |                             |                             |                             |                             |                             |
|  | 2º                          | Fenerbahçe Opet             |                             |                             |                             |           |                    |                                   |                                   |                                   |                                   |                                   |                             |                             |                             |                             |                             |                             |                             |                             |                             |
|  | 7º                          | Aydın B.Şehir Bld.          |                             |                             |                             |           |                    |                                   |                                   |                                   |                                   |                                   |                             |                             |                             |                             |                             |                             |                             |                             |                             |
|  | 7º                          | Aydın B.Şehir Bld.          |                             | 2º                          | Fenerbahçe Opet             | 3         | 2                  | 3                                 |                                   | Disputa pelo terceiro lugar       | Disputa pelo terceiro lugar       | Disputa pelo terceiro lugar       | Disputa pelo terceiro lugar | Disputa pelo terceiro lugar | Disputa pelo terceiro lugar | Disputa pelo terceiro lugar | Disputa pelo terceiro lugar | Disputa pelo terceiro lugar | Disputa pelo terceiro lugar | Disputa pelo terceiro lugar | Disputa pelo terceiro lugar |
|  |                             |                             |                             |                             |                             | 3         | 2                  | 3                                 |                                   | Disputa pelo terceiro lugar       | Disputa pelo terceiro lugar       | Disputa pelo terceiro lugar       | Disputa pelo terceiro lugar | Disputa pelo terceiro lugar | Disputa pelo terceiro lugar | Disputa pelo terceiro lugar | Disputa pelo terceiro lugar | Disputa pelo terceiro lugar | Disputa pelo terceiro lugar | Disputa pelo terceiro lugar | Disputa pelo terceiro lugar |
|  |                             | 3º                          | Eczacıbaşı Dynavit          | 0                           | 3                           | 2         |                    |                                   | 11 a 14 de abril de 2021          | 11 a 14 de abril de 2021          | 11 a 14 de abril de 2021          | 11 a 14 de abril de 2021          | 11 a 14 de abril de 2021    | 11 a 14 de abril de 2021    | 11 a 14 de abril de 2021    |                             |                             |                             |                             |                             |                             |
|  | 3º                          | 3º                          | Eczacıbaşı Dynavit          | 0                           | 3                           | 2         | Eczacıbaşı Dynavit |                                   | 11 a 14 de abril de 2021          | 11 a 14 de abril de 2021          | 11 a 14 de abril de 2021          | 11 a 14 de abril de 2021          | 11 a 14 de abril de 2021    | 11 a 14 de abril de 2021    | 11 a 14 de abril de 2021    |                             |                             |                             |                             |                             |                             |
|  | 3º                          |                             |                             |                             |                             |           | Eczacıbaşı Dynavit |                                   |                                   |                                   |                                   |                                   |                             |                             |                             |                             |                             |                             |                             |                             |                             |
|  | 6º                          | Galatasaray HDI Sigorta     |                             |                             |                             |           |                    |                                   |                                   |                                   |                                   |                                   |                             |                             |                             |                             |                             |                             |                             |                             |                             |
|  |                             |                             |                             |                             |                             |           |                    |                                   |                                   |                                   |                                   |                                   |                             |                             | 4º                          | Türk Hava Yolları           | 3                           | 3                           | -                           |                             |                             |
|  |                             |                             |                             |                             |                             |           |                    |                                   |                                   |                                   |                                   |                                   |                             |                             | 3º                          | Eczacıbaşı Dynavit          | 1                           | 0                           | -                           |                             |                             |

## Classificação 5–8 lugar
|  | Classificação 5–8 | Classificação 5–8       | Classificação 5–8 | Classificação 5–8 | Classificação 5–8 |  |  | Disputa de 5º lugar | Disputa de 5º lugar     | Disputa de 5º lugar | Disputa de 5º lugar | Disputa de 5º lugar |
|  |                   |                         |                   |                   |                   |  |  |                     |                         |                     |                     |                     |
|  | 6º                | Galatasaray HDI Sigorta | 1                 | 0                 | -                 |  |  |                     |                         |                     |                     |                     |
|  | 7º                | Aydın B.Şehir Bld.      | 3                 | 3                 | -                 |  |  |                     |                         |                     |                     |                     |
|  |                   |                         |                   |                   |                   |  |  | 5º                  | Nilüfer Bld.            | 3                   | 3                   | -                   |
|  |                   |                         |                   |                   |                   |  |  | 7º                  | Aydın B.Şehir Bld.      | 1                   | 2                   | -                   |
|  | 5º                | Nilüfer Bld.            | 3                 | 3                 | -                 |  |  |                     |                         |                     |                     |                     |
|  | 8º                | Yeşilyurt               | 0                 | 0                 | -                 |  |  | Disputa de 7º lugar | Disputa de 7º lugar     | Disputa de 7º lugar | Disputa de 7º lugar | Disputa de 7º lugar |
|  |                   |                         |                   |                   |                   |  |  | 6º                  | Galatasaray HDI Sigorta | 3                   | 3                   | -                   |
|  |                   |                         |                   |                   |                   |  |  | 8º                  | Yeşilyurt               | 0                   | 0                   | -                   |

## Premiações
| Liga Turca 2020-21                   |
| Turquia                              |
| ------------------------------------ |
| VakıfBank Campeão (12° título Turco) |

### Individuais
As atletas que se destacaram individualmente e integraram o time dos sonhos foram:
| Oposto             | Melissa Vargas           | Fenerbahçe Opet |
| Melhor ponteira    | Michelle Bartsch-Hackley | VakıfBank       |
| 2 Melhor ponteira  | Kelsey Robinson          | Fenerbahçe Opet |
| Melhor Central     | Eda Erdem                | Fenerbahçe Opet |
| 2 Melhor Central   | Zehra Güneş              | VakıfBank       |
| Melhor Levantadora | Maja Ognjenović          | VakıfBank       |
| Melhor Líbero      | Ayça Aykaç               | VakıfBank       |